# Tuco-tuco de Mendoza
El tuco-tuco de Mendoza (Ctenomys mendocinus) és una espècie de mamífer rosegador histricomorf de la família dels ctenòmids. És endèmica de l'Argentina.
La seva activitat reproductiva es desenvolupa des de mitjans de juliol fins al març, gesta tres mesos i els primers naixements ocorren des de mitjans d'octubre fins al març.